# Tischsitten

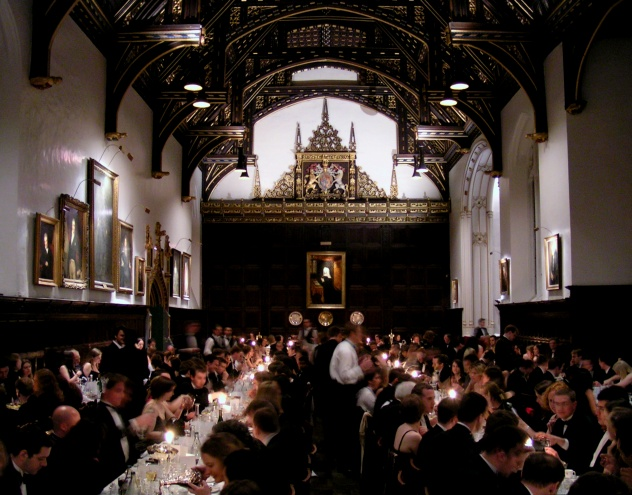
Formelles Abendessen (St. John’s College)

Unter Tischsitten oder Tafelsitten versteht man Umgangsformen bei Tisch, genauer beim Einnehmen von Speisen und Getränken in Gesellschaft. 

## Geschichte

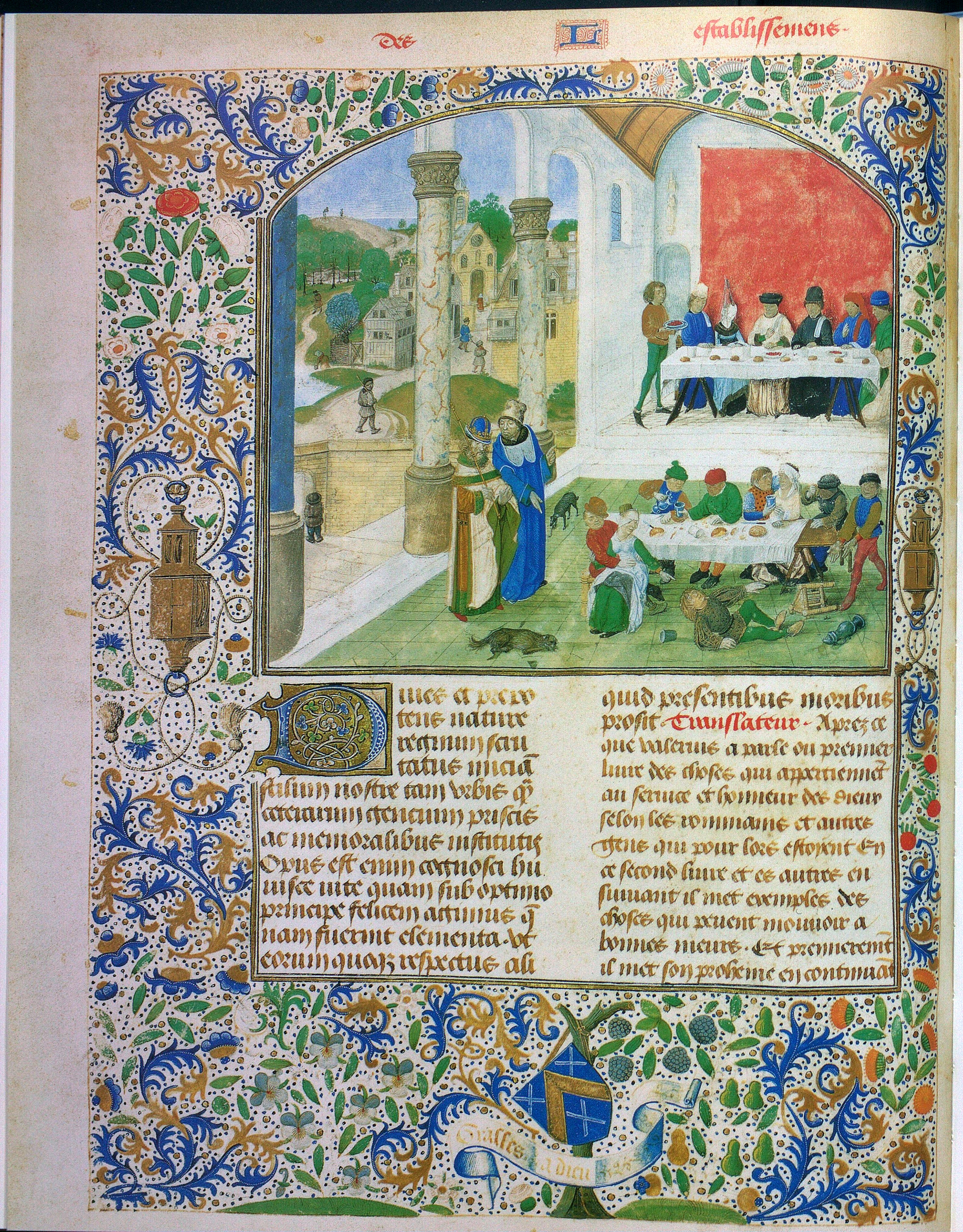
Spätmittelalterliche Tischsitten: Eine Seite der Facta et dicta memorabilia des Valerius Maximus in einer 1470/1480 angefertigten Handschrift aus Flandern, deren Illustration den Kontrast von Ausschweifung und Mäßigung in den Tischsitten veranschaulicht. Leipzig, Universitätsbibliothek, Ms. Rep. I.11b, Bd. 1, fol. 137v

Die Ernährungssoziologie befasst sich wissenschaftlich mit Tischsitten, Esskultur und Trinkkultur. Nach Norbert Elias entwickelten sich die europäischen Tischsitten im Prozess der Zivilisation, in dem zunehmend Fremdzwänge zu Selbstzwängen wurden. Pierre Bourdieu sieht in den Tischsitten inkorporiertes kulturelles Kapital, mit dem privilegierte Klassen sich mittels feiner Unterschiede von anderen distinguieren.
Nach Ulrich Tolksdorf entwickelten sich Tischsitten in drei Phasen:
1. Das Mittelalter, in dem weitgehend ohne Regeln und mit bloßen Händen gegessen wurde,
2. eine zweite Phase zwischen dem 16. und dem 18. Jahrhundert, in der sich ein umfassender Verhaltenskodex ausformte,
3. eine dritte Phase im 19. und 20. Jahrhundert, in der der erreichte Standard nur unwesentlich verändert wurde.

Im sogenannten Benimmunterricht werden neben Tischsitten auch Höflichkeit und Umgangsformen vermittelt. Weniger als oft vermutet befasste sich jedoch Adolph Freiherr Knigge mit den Tischsitten.

## Gründe für Tischsitten
Tischsitten stellen einen Verhaltenskodex dar, der dazu dient, den gemeinsamen Genuss von Speisen allen Anwesenden gesittet und so angenehm wie möglich zu gestalten, indem störende Geräusche und Anblicke vermieden werden. Durch die Einhaltung von Tischsitten wird Rücksichtnahme und Wertschätzung demonstriert.

## Beispiele für Tischsitten in Westeuropa und USA

### Allgemein

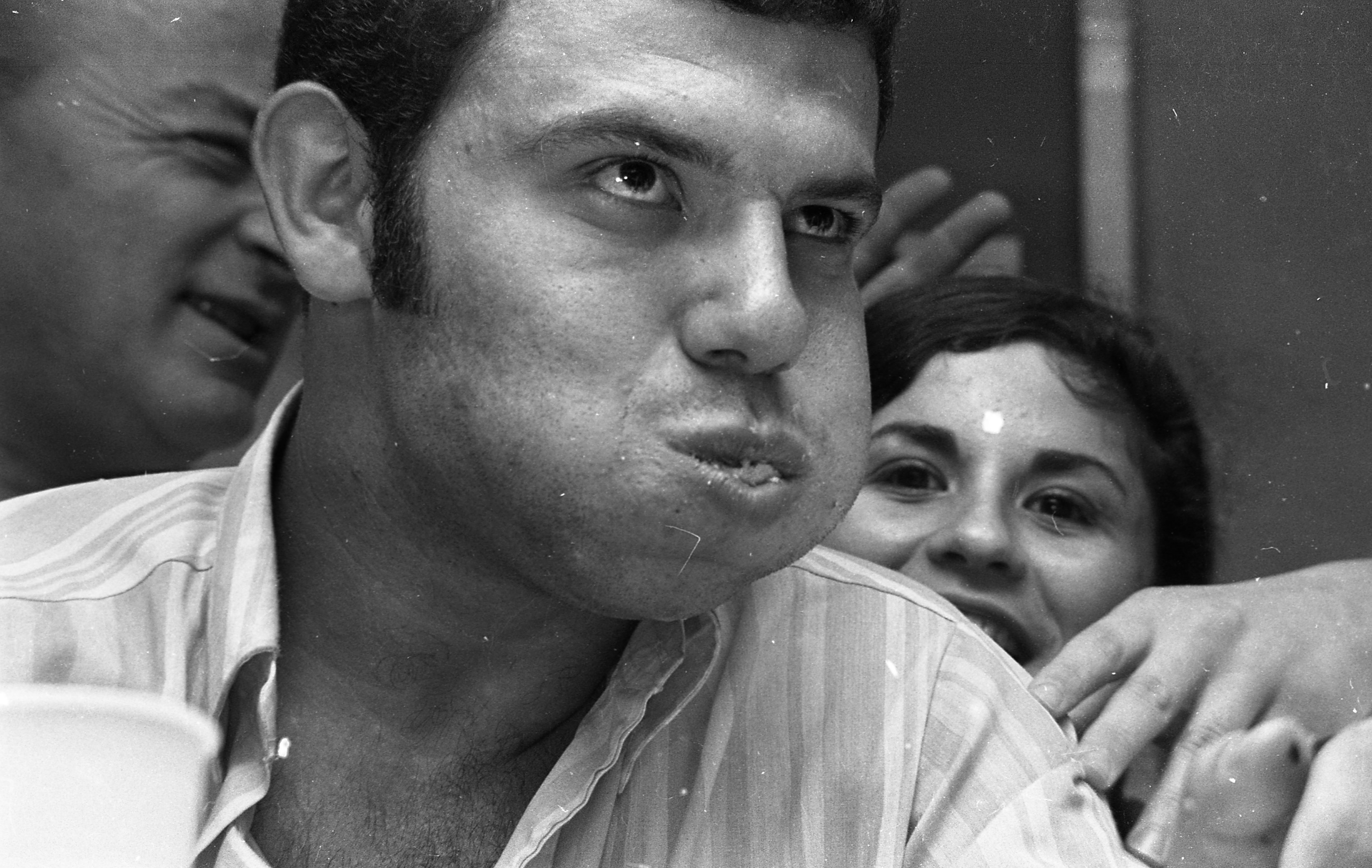
Mann mit vollem Mund

Die Aufnahme großer Portionen in den Mund und das Sprechen mit vollem Mund sollten vermieden werden. Laute Essgeräusche, Rülpsen und Klirren mit Besteck und Essgeschirr sind verpönt. Abgesehen von Brot werden Speisen nur dann mit den Fingern berührt, wenn dies vom Gastgeber ausdrücklich vorgegeben wird. Üblicherweise werden dann Fingerschalen mit Wasser und Zitrone zum Säubern der Finger bereitgestellt. Durch eine aufrechte und gerade Körperhaltung wird den Tischpartnern Interesse und Respekt angezeigt. Diese Körperhaltung wird auch während des Essens aufrechterhalten, so dass die Speise zum Mund geführt wird und nicht der Mund zum Teller. Das Auflegen der Ellenbogen auf den Tisch sollte vermieden werden. Sowohl der Beginn als auch das Ende einer Mahlzeit und das Entfernen vom Tisch wird jeweils von der Gastgeberin oder vom Gastgeber eingeleitet.

### Umgang mit dem Besteck

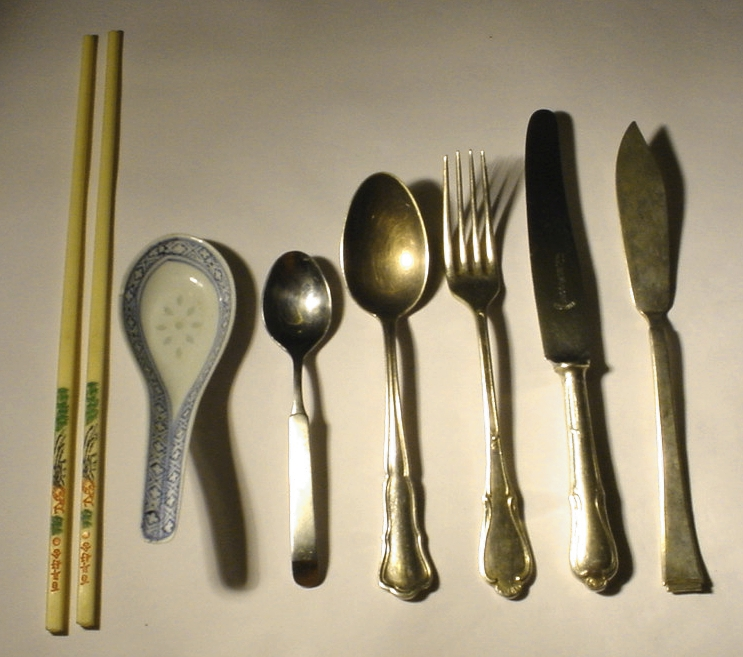
Stäbchen, Porzellanlöffel, Teelöffel, Esslöffel, Gabel, Messer, Fischmesser

Messer, Gabel und Löffel sollten nicht mit der Faust umschlossen, sondern ähnlich dem Umgang mit Schreibwerkzeug behandelt werden. Messer und Gabel werden an den Spitzen gekreuzt auf den Teller gelegt, wenn eine Pause während der Mahlzeit eingelegt wird. Werden Messer und Gabel parallel zueinander auf den Teller gelegt, signalisiert es, dass man fertig mit der Mahlzeit ist. Benutztes Besteck darf nicht auf dem Tisch abgelegt werden. Gestikulieren mit dem Besteck in der Hand gehört ebenfalls nicht zu guten Tischsitten. Dabei ist es nicht wichtig, in welcher Hand die Gabel und in welcher das Messer ist, meistens hält man das Messer als Rechtshänder in der rechten Hand.
In den USA ist die Zickzack-Methode verbreitet: Man hält zunächst Messer und Gabel wie ein Europäer. Nachdem man ein Stück vom Essen abgeschnitten hat, legt man das Messer ab, die Gabel wandert in die rechte Hand und schiebt das Essen in den Mund. Dann wandert sie wieder nach links. Viele schneiden ihr Essen ganz in mundgerechte Happen. Dann hat die linke Hand nichts mehr zu tun und wandert unter den Tisch. Die Zickzack-Methode kam im frühen 18. Jahrhundert in Frankreich als Sitte auf, die Amerikaner zogen nach. Als die Europäer um 1850 umschwenkten, wurde die Sitte in den USA beibehalten.

### Umgang mit der Serviette
Unabhängig davon, ob Stoff- oder Papierservietten ausliegen, gilt, dass diese ausschließlich für die Lippen bestimmt sind. Diese sollten abgetupft werden, bevor das Glas benutzt wird, um so Ränder von Fett, Lippenstift oder Speisen am Glas zu vermeiden. Servietten werden auf den Schoß gelegt und dienen nicht als Lätzchenersatz. Nach Beendigung der Mahlzeit soll die Serviette links neben den Teller abgelegt werden.